# Першоджерело
Першоджерело, первинне джерело інформації — назва класифікації джерела інформаційного матеріалу за послідовністю; Це безпосереднє джерело певних відомостей або оригінальна основоположна праця в якій-небудь галузі науки, культури тощо; джерело, що містить первинну інформацію (наприклад, оригінального первинного дослідження).
Первинне джерело — відносний термін (як і «вторинне») для класифікації, тому деякі джерела можуть бути класифіковані як первинні або вторинні, в залежності від того, як вони використовуються.

## Першоджерела в різних галузях
При вивченні історії як навчальної дисципліни, первинними джерелами є артефакти, документи, записи, які були створені у період часу, який відповідає події, що досліджується. Розрізнення джерел на первинні та вторинні вперше з'явилося саме у області історіографії, коли історики почали класифікувати історичні джерела, що вони вивчали.[джерело?]
Аналогічні визначення використовуються у бібліотечній справі та інших областях науки. У журналістиці первинним джерелом може бути особа з безпосереднім знанням ситуації або учасник події, що висвітлюється у матеріалі.[джерело?]
В науковій літературі первинним джерелом є початкова публікація даних експерименту, дослідження, початкова публікація нової теорії, її обґрунтування і результати.
В політології, в політичній історії, політичній публіцистиці, первинними джерелами є офіційні доповіді, брошури, тексти виступів, листи учасників події, плакати, офіційні результати виборів, свідчення очевидців.[джерело?]